# CD163
La protéine CD163 (Cluster Differentiation 163) est un récepteur éboueur de classe I intervenant dans l'élimination du complexe hémoglobine-haptoglobine, ainsi que de l'hémoglobine seule, mais avec une affinité moindre. Découvert en 1987, on a montré par ailleurs qu'il marque les cellules de la lignée des monocytes et des macrophages. 
Chez l'homme, la protéine CD163 est codée par le gène CD163 situé sur le chromosome 12. Elle possède un domaine extracellulaire de 1 048 résidus d'acides aminés, un segment transmembranaire et une queue cytoplasmique avec plusieurs variantes d'épissage.
Il existe une forme soluble du récepteur dans le plasma sanguin, souvent notée sCD163. Elle dérive du domaine extracellulaire par clivage d'avec le segment transmembranaire. Elle est activée dans de nombreuses pathologies inflammatoires, par exemple la cirrhose, le diabète de type 2, le syndrome d'activation macrophagique, la maladie de Gaucher, le sepsis, le SIDA, la polyarthrite rhumatoïde et le lymphome de Hodgkin,.